# 末廣昭
末廣 昭（すえひろ あきら、1951年8月30日 - ）は、日本の経済学者・地域研究者（タイ）。専門は、開発経済学・アジア経済論。東京大学名誉教授。

## 経歴
鳥取県出身。鳥取県立鳥取西高等学校を経て、1974年に東京大学経済学部を卒業後、1976年同大学大学院経済学研究科修士課程修了。1991年東京大学博士（経済学）の学位を取得。
- 1974年03月 - 東京大学経済学部卒業
- 1976年03月 - 東京大学大学院経済学研究科修士課程修了
- 1976年04月 - 特殊法人アジア経済研究所調査研究部研究員（ - 1987年3月）
- 1981年04月 - タイ国チュラーロンコーン大学客員研究員（ - 1983年9月）
- 1987年04月 - 大阪市立大学経済研究所助教授（ - 1992年3月）
- 1991年03月 - 博士（経済学）の学位を東京大学より取得
- 1992年04月 - 東京大学社会科学研究所助教授（ - 1995年3月）
- 1993年04月 - 日本貿易振興機構アジア経済研究所開発スクール（IDEAS）客員教授（ - 1998年6月）
- 1994年10月 – ドイツ・ベルリン自由大学客員教授（ - 1995年3月）
- 1995年04月 - 東京大学社会科学研究所教授（ - 2016年3月）
- 2006年11月 – フランス・リヨン、東アジア研究所（IAO）客員教授（ - 2006年12月）
- 2009年04月 - 東京大学社会科学研究所所長（ - 2012年3月）
- 2012年05月 - メキシコ、エルコレヒオデメヒコ大学院大学（英語版）客員教授（ - 2012年6月）
- 2012年09月 - リヨン先端科学研究院（フランス語版）客員研究員（ - 2013年2月）
- 2016年 - 東京大学退職（3月）、東京大学名誉教授の称号授与 (6月)[2]
- 2016年04月 - 学習院大学国際社会科学部 学部長 (初代・ - 2018年3月)
- 2016年04月 - 学習院大学国際社会科学部 教授（ - 2021年3月）
- 2021年03月 - 学習院大学退職

## 受賞
- 1990年 日経経済図書文化賞－著書 Capital Accumulation in Thailand 1855-1985
- 1990年 大平正芳記念賞－著書 Capital Accumulation in Thailand 1855-1985
- 2001年 アジア太平洋賞大賞－著書『キャッチアップ型工業化論』に対して
- 2010年 「東南アジア地域研究」の功績により紫綬褒章[4]。
- 2018年 アジア研究の発展に大いに寄与したとして、福岡アジア文化賞学術研究賞[5]
- 2024年 瑞宝中綬章[6][7]

## 著書

### 単著
- Capital Accumulation in Thailand, 1855-1985, (Tokyo: Centre for East Asian Cultural Studies, 1989)(1999年にChiang Mai: Silkworm Booksからリプリント版が刊行)
- 『タイ――開発と民主主義』（岩波書店［岩波新書］, 1993年）
- 『キャッチアップ型工業化論――アジア経済の軌跡と展望』（名古屋大学出版会, 2000年、英語版: Catch-up Industrialization: The Trajectory and Prospects of East Asian Economies, tr. Tom Gill, Honolulu: University of Hawaii Press, 2008 ）
- 『進化する多国籍企業――いま、アジアでなにが起きているのか?』（岩波書店, 2003年）
- 『ファミリービジネス論――後発工業化の担い手』（名古屋大学出版会, 2006年）
- 『タイ――中進国の模索』（岩波書店［岩波新書］, 2009年）
- 『新興アジア経済論――キャッチアップを超えて』（岩波書店, 2014年）

### 共著
- （南原真）『タイの財閥――ファミリービジネスと経営改革』（同文舘出版, 1991年）
- （青木まき・伊藤亜聖・大泉啓一郎・大庭三枝・柿崎一郎・助川成也・畢世鴻・宮島良明）『[https://web.iss.u-tokyo.ac.jp/kyoten/research/images/202003_01.pdf アジアの新たな地域秩序と交錯する戦略

――タイとCLMV・中国・日本]』（東京大学社会科学研究所, 2020年）

### 編著
- 『岩波講座東南アジア史（9）「開発」の時代と「模索」の時代』（岩波書店, 2002年）
- 『タイの制度改革と企業再編――危機から再建へ』（アジア経済研究所, 2002年）
- 『岩波講座「帝国」日本の学知（6）地域研究としてのアジア』（岩波書店, 2006年）
- 『東アジア福祉システムの展望――7カ国・地域の企業福祉と社会保障制度』（ミネルヴァ書房, 2010年）

### 共編著
- （安田靖）『タイの工業化――NAICへの挑戦』（アジア経済研究所, 1987年）
- （東茂樹）『タイの経済政策――制度・組織・アクター』（アジア経済研究所, 2000年）
- （山影進）『アジア政治経済論――アジアの中の日本をめざして』（NTT出版, 2001年）
- （星野妙子）『ファミリービジネスのトップマネジメント――アジアとラテンアメリカにおける企業経営』（岩波書店, 2006年）
- （大泉啓一郎）『東アジアの社会大変動――人口センサスが語る世界』（名古屋大学出版会, 2017年）
- （田島俊雄・丸川知雄）『中国・新興国ネクサス――新たな世界経済循環』（東京大学出版会, 2018年）

### 訳書
- チャティプ・ナートスパー『タイ村落経済史』（井村文化事業社, 1987年）
- ヘンリー・ホームズ、スチャーダー・タントンタウィー『タイ人と働く――ヒエラルキー的社会と気配りの世界』（めこん, 2003年）